# Gong (wytwórnia płytowa)
Gong – polska prywatna wytwórnia płytowa, uruchomiona w 1946 w Krakowie przez pracowników lokalnej rozgłośni Polskiego Radia, a wkrótce przeniesiona do Katowic. Wśród nich mógł być inż. Leonard Czupryk, który był jedną z pierwszych osób, które 19 stycznia 1945 zjawiły się w rozgłośni (pracował tam jeszcze przed wojną), gdzie dokonał niezbędnych napraw zniszczonego przez Niemców sprzętu i dzięki temu 28 stycznia rozgłośnia krakowska mogła przekazywać sygnał radiowy.
Na początku wytwórnia działała w pomieszczeniach piwnicznych krakowskiej Filharmonii, wykorzystując do produkcji płyt aparaturę niezbyt wysokiej klasy, bo gotowy produkt był słaby jakościowo i tłoczony w niewielkiej liczbie egzemplarzy. Nagrania rejestrowane były w prywatnym mieszkaniu w Krakowie.
Płyty nagrywane przez wytwórnię to szybkoobrotowe (78 obr./min) płyty szelakowe. Na każdej stronie nagrany jest jeden utwór, który trwa ok. 3 minut.
Znane są dwa wzory naklejek na płytach Gongu. Te o śliwkowej barwie mają w swej  górnej części rysunek dwóch greckich wojowników uderzających w gong, część dolna zawiera symetrycznie rozmieszczone napisy informacyjne (zdjęcie). Drugi wzór jest skromniejszy, ale z rzadko stosowanym wzornictwem - nazwa firmy panoramicznie rozpisana w części środkowej naklejki, informacje na górze i dole (zdjęcie).
Gong podzielił los pozostałych prywatnych firm płytowych, które uruchomione zostały w Polsce w pierwszych latach po wojnie: „Mewy” Mieczysława Wejmana i „Fogg Record” Mieczysława Fogga. Na przełomie lat 40. i 50. wytwórnię zlikwidowano, a przeprowadzająca czynności komisja dodatkowo skrupulatnie zniszczyła cały zbiór płyt znajdujących się w pomieszczeniach firmy.
Wśród artystów nagrywających dla Gongu byli: Andrzej Hiolski, Aniela Szlemińska, chór Cztery Asy, pianista Leon Rzewuski, zespół muzyczny Jerzego Haralda i Kazimiera Kaliszewska (obdarzona ciemnym, niskim głosem piosenkarka jazzowa, która po wyjeździe z Polski została pracownicą Radia Wolna Europa), Edward Jasiński (znany jako Jaś Malina), Edward Kluczka i najpopularniejszy wtedy kobiecy zespół wokalny, tercet Sióstr Do-Re-Mi.

## Dyskografia
| Nagrana | Wydana | Nr katalogowy | Tytuł utworu                                                                 | Wykonawcy |
| ------- | ------ | ------------- | ---------------------------------------------------------------------------- | --- |
|         |        | A: B:         | „UNRRA, UNRRA” „Wiązanka regionalna”                                         | Chór „Cztery Asy”, J. Labega – fortepian Chór „Cztery Asy”, J. Labega – harmonia                                                              |
| 1946    |        | A: 400 B: 400 | „Bajeczki śpią” „Gdy gwiazdy zapłoną”                                        | Siostry Do-Re-Mi, Adam Kopyciński – fortepian Siostry Do-Re-Mi, Adam Kopyciński – fortepian                                                   |
| 1946    |        | A: 401 B: 401 | „Pozdrowienie od gór” „Dawny miły walc”                                      | Siostry Do-Re-Mi, Adam Kopyciński – fortepian                                                                                                 |
| 1946    |        | A: 402 B: 402 | „Zakochana dziewczyna” „Symphonie”                                           | Siostry Do-Re-Mi, Adam Kopyciński – fortepian                                                                                                 |
| 1946    |        | A: 403 B: 403 | „Wszystkiego się mogłam po tobie spodziewać” „Zielony kapelusik”             | Siostry Do-Re-Mi, Adam Kopyciński – fortepian                                                                                                 |
| 1946    |        | A: 403 B: 403 | „Poemat” „Walczyk Warszawy”                                                  | Siostry Do-Re-Mi, Adam Kopyciński – fortepian Siostry Do-Re-Mi, Leon Rzewuski – fortepian                                                     |
|         |        | A: 415 B: 418 | „Gdzie spotkałam Cię (Where Have We Met Before?)” „Mnie jest wszystko jedno” | Kazimiera Kaliszewska, orkiestra taneczna dyr. Jerzy Harald Kazimiera Kaliszewska, orkiestra taneczna dyr. Jerzy Harald                       |
|         |        | A: 416 B: 417 | „Biały domek (Chasing Shadows)” „A ja nie mogę (No can do)”                  | Kazimiera Kaliszewska, orkiestra taneczna dyr. Jerzy Harald                                                                                   |
| 1946    |        | A: 420 B:     | „Gdy jazz gra” ?                                                             | Kazimiera Kaliszewska, orkiestra taneczna dyr. Jerzy Harald ?                                                                                 |
|         |        | A: 421 B: 421 | „Rosie Indianka (Rosie l'Indienne)” „Tabu”                                   | Kazimiera Kaliszewska, orkiestra taneczna dyr. Jerzy Harald orkiestra taneczna „Arkadia”                                                      |
| 1947    |        | A: B:         | „Wiązanka taneczna nr 1” „Wiązanka taneczna nr 2”                            | Leon Rzewuski – fortepian |
|         |        | A: B:         | „Czy pamiętasz tę noc w Zakopanem” „Nie mówmy o tym”                         | Alojzy Kluczniok – śpiew, orkiestra taneczna dyr. Zygmunt Karasiński Jaś Malina (Edward Jasiński) – śpiew, orkiestra taneczna dyr. Jerzy Gert |